# Gran Premio de Gran Bretaña de Motociclismo de 2008
El Gran Premio de Gran Bretaña de Motociclismo de 2008 fue la octava prueba del Campeonato del Mundo de Motociclismo de 2008. Tuvo lugar en el fin de semana del 20 al 22 de junio de 2008 en el Donington Park, situado en la localidad de North West Leicestershire, Inglaterra, Reino Unido. La carrera de MotoGP fue ganada por Casey Stoner, seguido de Valentino Rossi y Dani Pedrosa. Mika Kallio ganó la prueba de 250cc, por delante de Marco Simoncelli y Álvaro Bautista. La carrera de 125cc fue ganada por Scott Redding, Mike Di Meglio fue segundo y Marc Márquez tercero.

## Resultados

### Resultados MotoGP
| Pos.            | N.º | Piloto           | Constructor | Vueltas | Tiempo    | Parrilla | Pts. |
| --------------- | --- | ---------------- | ----------- | ------- | --------- | -------- | ---- |
| 1               | 1   | Casey Stoner     | Ducati      | 30      | 44:44.982 | 1        | 25   |
| 2               | 46  | Valentino Rossi  | Yamaha      | 30      | +5.789    | 2        | 20   |
| 3               | 2   | Dani Pedrosa     | Honda       | 30      | +8.347    | 9        | 16   |
| 4               | 5   | Colin Edwards    | Yamaha      | 30      | +12.678   | 5        | 13   |
| 5               | 4   | Andrea Dovizioso | Honda       | 30      | +14.801   | 6        | 11   |
| 6               | 48  | Jorge Lorenzo    | Yamaha      | 30      | +15.690   | 17       | 10   |
| 7               | 69  | Nicky Hayden     | Honda       | 30      | +18.196   | 4        | 9    |
| 8               | 7   | Chris Vermeulen  | Suzuki      | 30      | +21.666   | 3        | 8    |
| 9               | 56  | Shinya Nakano    | Honda       | 30      | +29.354   | 10       | 7    |
| 10              | 13  | Anthony West     | Kawasaki    | 30      | +41.030   | 7        | 6    |
| 11              | 24  | Toni Elías       | Ducati      | 30      | +44.426   | 18       | 5    |
| 12              | 14  | Randy de Puniet  | Honda       | 30      | +46.199   | 14       | 4    |
| 13              | 50  | Sylvain Guintoli | Ducati      | 30      | +48.731   | 12       | 3    |
| 14              | 11  | Ben Spies        | Suzuki      | 30      | +49.591   | 8        | 2    |
| 15              | 15  | Alex de Angelis  | Honda       | 30      | +1:22.186 | 13       | 1    |
| 16              | 33  | Marco Melandri   | Ducati      | 30      | +1:30.021 | 15       |      |
| 17              | 52  | James Toseland   | Yamaha      | 29      | +1 vuelta | 16       |      |
| Ret             | 21  | John Hopkins     | Kawasaki    | 16      | Ret       | 11       |      |
| Reporte Oficial |     |                  |             |         |           |          |      |

## Resultados 250cc
| Pos.            | N.º | Piloto              | Constructor | Vueltas | Tiempo       | Parrilla | Pts. |
| --------------- | --- | ------------------- | ----------- | ------- | ------------ | -------- | ---- |
| 1               | 36  | Mika Kallio         | KTM         | 27      | 42:14.410    | 14       | 25   |
| 2               | 58  | Marco Simoncelli    | Gilera      | 27      | +0.353       | 2        | 20   |
| 3               | 19  | Álvaro Bautista     | Aprilia     | 27      | +1.237       | 1        | 16   |
| 4               | 21  | Héctor Barberá      | Aprilia     | 27      | +8.875       | 3        | 13   |
| 5               | 12  | Thomas Lüthi        | Aprilia     | 27      | +11.359      | 4        | 11   |
| 6               | 4   | Hiroshi Aoyama      | KTM         | 27      | +16.124      | 6        | 10   |
| 7               | 6   | Alex Debón          | Aprilia     | 27      | +16.136      | 11       | 9    |
| 8               | 60  | Julián Simón        | KTM         | 27      | +18.007      | 7        | 8    |
| 9               | 72  | Yuki Takahashi      | Honda       | 27      | +33.271      | 5        | 7    |
| 10              | 41  | Aleix Espargaró     | Aprilia     | 27      | +49.681      | 8        | 6    |
| 11              | 15  | Roberto Locatelli   | Gilera      | 27      | +52.534      | 13       | 5    |
| 12              | 17  | Karel Abraham       | Aprilia     | 27      | +55.311      | 16       | 4    |
| 13              | 52  | Lukáš Pešek         | Aprilia     | 27      | +57.399      | 9        | 3    |
| 14              | 54  | Manuel Poggiali     | Gilera      | 27      | +57.641      | 15       | 2    |
| 15              | 55  | Héctor Faubel       | Aprilia     | 27      | +1:04.329    | 17       | 1    |
| 16              | 14  | Ratthapark Wilairot | Honda       | 27      | +1:06.156    | 18       |      |
| 17              | 32  | Fabrizio Lai        | Gilera      | 27      | +1:15.812    | 10       |      |
| 18              | 7   | Russell Gómez       | Aprilia     | 26      | +1 vuelta    | 22       |      |
| 19              | 45  | Doni Tata Pradita   | Yamaha      | 26      | +1 vuelta    | 23       |      |
| Ret             | 50  | Eugene Laverty      | Aprilia     | 19      | Ret          | 20       |      |
| Ret             | 25  | Alex Baldolini      | Aprilia     | 13      | Ret          | 19       |      |
| Ret             | 75  | Mattia Pasini       | Aprilia     | 12      | Ret          | 12       |      |
| Ret             | 10  | Imre Tóth           | Aprilia     | 11      | Ret          | 21       |      |
| DNS             | 63  | Toby Markham        | Yamaha      |         | No participó |          |      |
| Reporte Oficial |     |                     |             |         |              |          |      |

## Resultados 125cc
| Pos.            | N.º | Piloto              | Constructor | Vueltas | Tiempo       | Parrilla | Pts. |
| --------------- | --- | ------------------- | ----------- | ------- | ------------ | -------- | ---- |
| 1               | 45  | Scott Redding       | Aprilia     | 25      | 41:39.472    | 4        | 25   |
| 2               | 63  | Mike Di Meglio      | Derbi       | 25      | +5.324       | 20       | 20   |
| 3               | 93  | Marc Márquez        | KTM         | 25      | +5.806       | 7        | 16   |
| 4               | 33  | Sergio Gadea        | Aprilia     | 25      | +13.990      | 3        | 13   |
| 5               | 24  | Simone Corsi        | Aprilia     | 25      | +16.855      | 1        | 11   |
| 6               | 71  | Tomoyoshi Koyama    | KTM         | 25      | +17.181      | 9        | 10   |
| 7               | 6   | Joan Olivé          | Derbi       | 25      | +18.014      | 14       | 9    |
| 8               | 73  | Takaaki Nakagami    | Aprilia     | 25      | +18.222      | 21       | 8    |
| 9               | 11  | Sandro Cortese      | Aprilia     | 25      | +18.404      | 16       | 7    |
| 10              | 38  | Bradley Smith       | Aprilia     | 25      | +18.891      | 11       | 6    |
| 11              | 12  | Esteve Rabat        | KTM         | 25      | +18.976      | 12       | 5    |
| 12              | 60  | Michael Ranseder    | Aprilia     | 25      | +28.269      | 19       | 4    |
| 13              | 34  | Randy Krummenacher  | KTM         | 25      | +28.347      | 18       | 3    |
| 14              | 35  | Raffaele De Rosa    | KTM         | 25      | +29.403      | 10       | 2    |
| 15              | 8   | Lorenzo Zanetti     | KTM         | 25      | +35.763      | 23       | 1    |
| 16              | 16  | Jules Cluzel        | Loncin      | 25      | +35.868      | 25       |      |
| 17              | 51  | Stevie Bonsey       | Aprilia     | 25      | +38.158      | 15       |      |
| 18              | 18  | Nicolás Terol       | Aprilia     | 25      | +42.766      | 6        |      |
| 19              | 77  | Dominique Aegerter  | Derbi       | 25      | +42.924      | 26       |      |
| 20              | 27  | Stefano Bianco      | Aprilia     | 25      | +1:06.296    | 22       |      |
| 21              | 21  | Robin Lässer        | Aprilia     | 25      | +1:10.158    | 29       |      |
| 22              | 30  | Pere Tutusaus       | Aprilia     | 25      | +1:10.905    | 24       |      |
| 23              | 69  | Louis Rossi         | Honda       | 25      | +1:29.269    | 31       |      |
| 24              | 95  | Robert Mureșan      | Aprilia     | 24      | +1 vuelta    | 30       |      |
| 25              | 56  | Hugo van den Berg   | Aprilia     | 24      | +1 vuelta    | 28       |      |
| 26              | 67  | Lee Costello        | Honda       | 24      | +1 vuelta    | 36       |      |
| 27              | 19  | Roberto Lacalendola | Aprilia     | 24      | +1 vuelta    | 32       |      |
| Ret             | 29  | Andrea Iannone      | Aprilia     | 19      | Caída        | 5        |      |
| Ret             | 17  | Stefan Bradl        | Aprilia     | 18      | Ret          | 17       |      |
| Ret             | 64  | Matthew Hoyle       | Honda       | 14      | Caída        | 33       |      |
| Ret             | 66  | Connor Behan        | Honda       | 14      | Ret          | 34       |      |
| Ret             | 68  | Paul Jordan         | Honda       | 14      | Ret          | 37       |      |
| Ret             | 5   | Alexis Masbou       | Loncin      | 5       | Caída        | 27       |      |
| Ret             | 65  | Luke Hinton         | Honda       | 4       | Caída        | 35       |      |
| Ret             | 1   | Gábor Talmácsi      | Aprilia     | 1       | Caída        | 2        |      |
| Ret             | 22  | Pablo Nieto         | KTM         | 0       | Caída        | 8        |      |
| Ret             | 99  | Danny Webb          | Aprilia     | 0       | Caída        | 13       |      |
| DNS             | 44  | Pol Espargaró       | Derbi       |         | No participó |          |      |
| WD              | 7   | Efrén Vázquez       | Aprilia     |         | Withdrew     |          |      |
| Reporte Oficial |     |                     |             |         |              |          |      |